# Abanycha bicoloricornis
Abanycha bicoloricornis là một loài bọ cánh cứng thuộc họ Xén tóc. Loài này được Galileo và Martins mô tả lần đầu năm 2009. Loài này được tìm thấy ở Ecuador.